# Quattro Giorni di Dunkerque 1974
La Quattro Giorni di Dunkerque 1974, ventesima edizione della corsa, si svolse dall'8 al 12 maggio su un percorso di 954 km ripartiti in 5 tappe (la terza suddivisa in due semitappe), con partenza a Dunkerque e arrivo a Cassel. Fu vinta dal belga Walter Godefroot della Carpenter-Confortluxe-Flandria davanti al britannico Michael Wright e al belga Freddy Maertens.

## Tappe
| Tappa  | Data      | Percorso                                                        | km   | Vincitore di tappa   | Leader cl. generale  |
| ------ | --------- | --------------------------------------------------------------- | ---- | -------------------- | -------------------- |
| 1ª     | 8 maggio  | Dunkerque > Lilla                                               | 199  | Jean-Jacques Fussien | Jean-Jacques Fussien |
| 2ª     | 9 maggio  | Lilla > San Quintino                                            | 182  | Marc Demeyer         | Marc Demeyer         |
| 3ª-1ª  | 10 maggio | San Quintino > Valenciennes                                     | 144  | Walter Godefroot     | Walter Godefroot     |
| 3ª-2ª  | 10 maggio | Saint-Amand-les-Eaux > Saint-Amand-les-Eaux (cron. individuale) | 12,7 | Freddy Maertens      | Walter Godefroot     |
| 4ª     | 11 maggio | Valenciennes > Dunkerque                                        | 204  | Jean-Pierre Genet    | Walter Godefroot     |
| 5ª     | 12 maggio | Dunkerque > Cassel                                              | 212  | José Catieau         | Walter Godefroot     |
| Totale | Totale    | Totale                                                          | 954  |                      |                      |

## Dettagli delle tappe

### 1ª tappa
- 8 maggio: Dunkerque > Lilla – 199 km

| Pos. | Corridore            | Squadra   | Tempo    |
| ---- | -------------------- | --------- | -------- |
| 1    | Jean-Jacques Fussien | Bic       | 4h50'09" |
| 2    | Freddy Maertens      | Carpenter | s.t.     |
| 3    | Eddy Merckx          | Molteni   | s.t.     |

| Pos. | Corridore            | Squadra | Tempo |
| ---- | -------------------- | ------- | ----- |
| 1    | Jean-Jacques Fussien | Bic     |       |

### 2ª tappa
- 9 maggio: Lilla > San Quintino – 182 km

| Pos. | Corridore            | Squadra   | Tempo    |
| ---- | -------------------- | --------- | -------- |
| 1    | Marc Demeyer         | Carpenter | 4h38'37" |
| 2    | Willy Teirlinck      | Sonolor   | a 1'18"  |
| 3    | Jean-Jacques Fussien | Bic       | s.t.     |

| Pos. | Corridore    | Squadra   | Tempo |
| ---- | ------------ | --------- | ----- |
| 1    | Marc Demeyer | Carpenter |       |

### 3ª tappa - 1ª semitappa
- 10 maggio: San Quintino > Valenciennes – 144 km

| Pos. | Corridore          | Squadra   | Tempo    |
| ---- | ------------------ | --------- | -------- |
| 1    | Walter Godefroot   | Carpenter | 3h26'24" |
| 2    | José De Cauwer     | Sonolor   | s.t.     |
| 3    | Robert Mintkiewicz | Sonolor   | a 1'39"  |

| Pos. | Corridore        | Squadra   | Tempo |
| ---- | ---------------- | --------- | ----- |
| 1    | Walter Godefroot | Carpenter |       |

### 3ª tappa - 2ª semitappa
- 10 maggio: Saint-Amand-les-Eaux > Saint-Amand-les-Eaux (cron. individuale) – 12,7 km

| Pos. | Corridore       | Squadra   | Tempo  |
| ---- | --------------- | --------- | ------ |
| 1    | Freddy Maertens | Carpenter | 16'06" |
| 2    | Eddy Merckx     | Molteni   | a 23"  |
| 3    | Pol Lannoo      | Watney    | a 32"  |

| Pos. | Corridore        | Squadra   | Tempo |
| ---- | ---------------- | --------- | ----- |
| 1    | Walter Godefroot | Carpenter |       |

### 4ª tappa
- 11 maggio: Valenciennes > Dunkerque – 204 km

| Pos. | Corridore         | Squadra   | Tempo    |
| ---- | ----------------- | --------- | -------- |
| 1    | Jean-Pierre Genet | Gan       | 5h05'39" |
| 2    | Freddy Maertens   | Carpenter | s.t.     |
| 3    | Walter Planckaert | Watney    | s.t.     |

| Pos. | Corridore        | Squadra   | Tempo |
| ---- | ---------------- | --------- | ----- |
| 1    | Walter Godefroot | Carpenter |       |

### 5ª tappa
- 12 maggio: Dunkerque > Cassel – 212 km

| Pos. | Corridore         | Squadra   | Tempo    |
| ---- | ----------------- | --------- | -------- |
| 1    | José Catieau      | Bic       | 5h39'58" |
| 2    | Walter Planckaert | Watney    | a 17"    |
| 3    | Freddy Maertens   | Carpenter | s.t.     |

| Pos. | Corridore        | Squadra   | Tempo     |
| ---- | ---------------- | --------- | --------- |
| 1    | Walter Godefroot | Carpenter | 23h59'16" |
| 2    | Michael Wright   | Sonolor   | a 3'17"   |
| 3    | Freddy Maertens  | Carpenter | a 4'10"   |

## Classifiche finali

### Classifica generale
| Pos. | Corridore            | Squadra                        | Tempo     |
| ---- | -------------------- | ------------------------------ | --------- |
| 1    | Walter Godefroot     | Carpenter-Confortluxe-Flandria | 23h59'16" |
| 2    | Michael Wright       | Sonolor-Gitane                 | a 3'17"   |
| 3    | Freddy Maertens      | Carpenter-Confortluxe-Flandria | a 4'10"   |
| 4    | Eddy Merckx          | Molteni                        | a 4'54"   |
| 5    | Pol Lannoo           | Watney-Maes Pils               | a 5'18"   |
| 6    | André Dierickx       | Merlin Plage-Shimano-Flandria  | a 5'56"   |
| 7    | Marc Demeyer         | Carpenter-Confortluxe-Flandria | a 6'06"   |
| 8    | Jean-Jacques Fussien | Bic                            | a 6'32"   |
| 9    | Ronald De Witte      | Carpenter-Confortluxe-Flandria | a 6'42"   |
| 10   | Barry Hoban          | Gan-Mercier-Hutchinson         | a 7'01"   |